# Blida Heynold von Graefe

Bilda Heynold von Graefe 1990 in München bei der Tagung der Julius-Hirschberg-Gesellschaft

Blida Heynold von Graefe (* 18. Dezember 1905 in Goldebee, Mecklenburg; † 16. Mai 1999 in Murnau am Staffelsee) war eine deutsche Schriftstellerin, Journalistin und Künstlerin.

## Leben
Blida von Graefe war die Tochter des völkischen Politikers Albrecht von Graefe und Enkelin des gleichnamigen Ophthalmologen Albrecht von Graefe. Sie erhielt bei Johannes Itten (Bauhaus) ihre künstlerische Ausbildung. In Florenz, wo sie in den Uffizien als Restauratorin tätig war, lernte sie ihren späteren Ehemann, den Philosophen Kuno Heynold, kennen, den sie 1939 heiratete.

## Wirken und Ehrung
Sie wurde schriftstellerisch tätig. 1939 erschien ihr erstes Buch „Das schwarze Huhn“, dem weitere Kinderbücher folgten. Sie konzentrierte sich auf ihre journalistische Tätigkeit für zahlreiche Medien (u. a. Die Weltkunst, SZ, Madame, Tagesspiegel). Bis 1980 lebte Blida Heynold von Graefe vorwiegend in Rom, dann wieder in Deutschland (Oberbayern). In den letzten Schaffensjahren lernte sie Blindenschrift und entwickelte Techniken, um blinden Menschen Grafiken zugänglich zu machen, und verfasste Kinderbücher in Brailleschrift.
1974 wurde sie für ihre Verdienste um die deutsch-italienische Kunstverständigung mit dem Bundesverdienstkreuz ausgezeichnet.

## Blida und ihr Großvater
Stets war sich Blida Heynold von Graefe ihrer Abstammung bewusst und publizierte auch über ihren Großvater Albrecht von Graefe. Sie war Mitglied der medizinhistorischen Julius-Hirschberg-Gesellschaft und unterstützte die Recherchen der Historiker. Im Gedächtnisband zum Symposium 1996 anlässlich der 125-jährigen Todesjahres stellte sie ihre Recherchen zu Graefes jüngster Schwester Wanda vor.

## Werke
- Das schwarze Huhn. Hesse & Becker, Leipzig 1939.
- Verborgenes Italien. Kupferberg, Mainz 1965.
- Mit einem Pony fing es an. F. Schneider, München 1998.
- G. Waidner: Ein Buch für Blinde – Aber nicht nur für sie. „Mensch und Tier im Zirkusrund“. Text, Bild und Stimme von Blida von Graefe, in Zusammenarbeit mit Christian Seuß. Musik von Robert Zollitsch; herausgegeben vom Bayerischen Blindenbund, München 2, Arnulfstraße 22. Bildbuch und zwei Kassetten.